# Los Gigantes

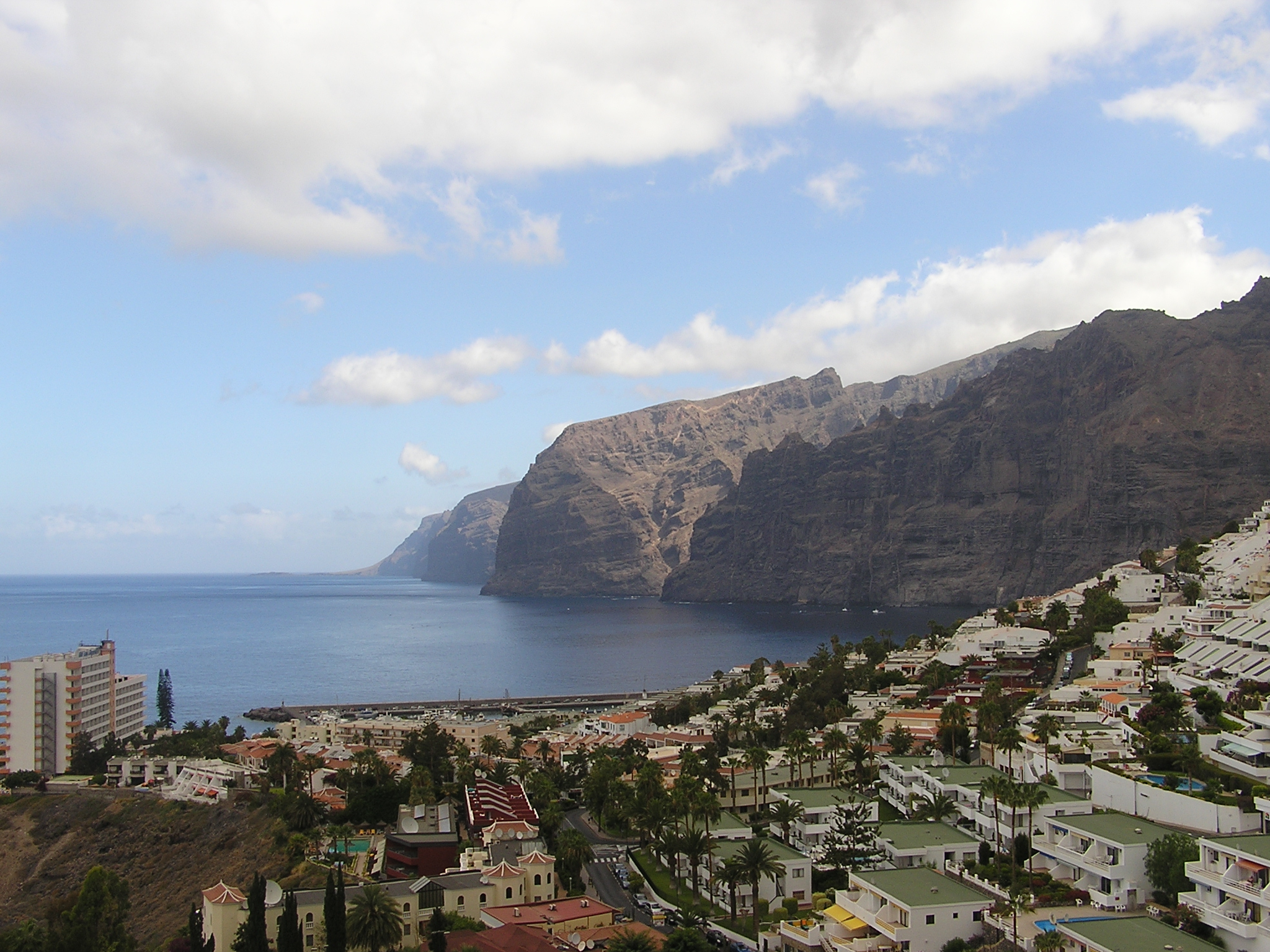
útesy Los Gigantes

Los Gigantes je skalnatý útvar (útesy) v obci Santiago del Teide na ostrově Tenerife na Kanárských ostrovech v Atlantském oceánu. Podle těchto útesů je pojmenované i letovisko nacházející se v jejich blízkosti. Název v překladu ze španělštiny znamená "Obři". Skály se tyčí nad mořem do výšky 500 - 800 metrů a jedinou cestou, jak se dostat do jejich blízkosti je lodí po moři.
Letovisko Los Gigantes má vlastní přístav, od moře chráněn betonovou stěnou. Pláž s černým, sopečným pískem, ležící mezi skalami a přístavem je jen několik metrů od množství restauraci a veřejných bazénů.
Los Gigantes patří mezi nejnavštěvovanější turistické atrakce na ostrově s několika hotely, obchody a pěkným centrem. Nejbližšími sousedy jsou další letoviska Puerto de Santiago a Playa de la Arena.
Autobusy velmi často jezdí do Los Gigantes a spojují toto místo s dalšími důležitými turistickými středisky na ostrově, jako jsou Las Américas a Los Cristianos.